# Torkild Hoppe
Torkild Abraham Hoppe (født 10. april 1800 i København, død 7. juni 1871 i Sorø) var en dansk embedsmand. Han var søn af kontreadmiral Johan Christopher Hoppe.
Hoppe blev privat dimitteret til Københavns Universitet 1818, juridisk kandidat 1824, volontær i det jysk-lollandske Renteskriverkontor 1825 og auskultant i Rentekammeret samme år. Efter at han derpå ved forskellige rejser til Island, Færøerne og Grønland – først for egen regning, senere med offentlig understøttelse – havde erhvervet sig et flersidigt kendskab til disse landsdeles ejendommelige indretninger og lokale forhold, blev han sekretær i den kommission, som 1834 nedsattes for at gøre forslag til forandringer i lovgivningen om den islandske handel, og 1835 medlem af den da nedsatte kommission, der skulle undersøge, hvorvidt en fri handel kunde åbnes på Grønland. Sidstnævnte år blev han desuden såvel revisor for den færøske og grønlandske handels regnskaber som decisor for ældre islandske og færøske regnskaber, og 1837 udnævntes han til medlem af direktionen for den færøske og grønlandske handel. 1840 blev han kommitteret i Rentekammeret og 1841 stiftamtmand for Island og amtmand over Islands søndre Amt, men afskedigedes efter eget ønske 1847 fra disse embeder på ventepenge, udnævntes 1848 til amtmand over Sorø Amt og beklædte dette embede til sin død.
I året 1827 var han blevet kammerjunker, 1841 kammerherre, 1846 Ridder af Dannebrog, 1859 Dannebrogsmand.
Han blev 7. maj 1839 gift med Juliane Vilhelmine Nielsine Christence Benzon (16. juni 1819 – 21. januar 1855), en datter af kammerherre Christian Frederik Otto Benzon; efter hendes død ægtede han 7. april 1860 Christine Caroline Platou (født 23. april 1825), en datter af justitsråd, kasserer ved Øresunds Toldkammer Chr. T. Platou.
Af hans sønner blev Carl Hoppe godsejer, Christian Hoppe godsejer og kreditforeningsdirektør og Johan Hoppe amtmand over Randers Amt.
Han er begravet i Sorø. Der findes en tegning af J.V. Gertner fra 1841 (Frederiksborgmuseet). Litografi fra Edvard Fortling efter fotografi.